# Tabasco (Zacatecas)
Tabasco é um município do estado de Zacatecas, no México.